# Temporada 1974 del Campeonato Mundial de Rally
La temporada 1974 fue la 2º edición del Campeonato Mundial de Rally. Comenzó el 20 de marzo con el Rally de Portugal y terminó el 1 de diciembre en el Rally de Córcega y al igual que la temporada anterior sólo contó para los fabricantes.
La temporada se presentaba con once pruebas inicialmente pero las dos primeras, Montecarlo y Suecia fueron suspendidas debido a la crisis del petróleo, por lo que comenzó en Portugal donde también pudo haberse suspendido, ya que días después de su celebración, se produjo en el país luso la Revolución de los Claveles.
Otros rallies que la FISA tuvo que cancelar fueron el Rally de los Alpes Austríacos y el Rally de Nueva Zelanda, este último que pretendía incluir para promocionar el campeonato en nuevos mercados. Desaparecieron además el Rally de Marruecos por problemas económicos y el Rally de Polonia, tras el desastre organizativo de la temporada anterior. En su sitio se disputó el Rally Rideau Lakes en Canadá, justo antes del Rally Press-on-Regardless.

## Calendario
| N.º   | Fecha                            | Rally                     |
| ----- | -------------------------------- | ------------------------- |
|       | Cancelado                        | Rally de Montecarlo       |
|       | Cancelado                        | Rally de Suecia           |
| 1     | 20 - 23 de marzo                 | Rally de Portugal         |
| 2     | 11 - 15 de abril                 | Rally Safari              |
|       | Cancelado                        | Rally Acrópolis           |
| 3     | 2 - 4 de agosto                  | Rally de Finlandia        |
| 4     | 2 - 5 de octubre                 | Rally de San Remo         |
| 5     | 16 - 20 de octubre               | Rally de Rideau Lakes     |
| 6     | 30 de octubre - 3 de noviembre   | Rally Press on Regardless |
| 7     | 16 - 20 de noviembre             | Rally de Gran Bretaña     |
| 8     | 30 de noviembre - 1 de diciembre | Rally de Córcega          |
| [ 2 ] |                                  |                           |

## Equipos
| Constructor    | Vehículo                                                             | Pilotos               |
| -------------- | -------------------------------------------------------------------- | --------------------- |
| Fiat           | Fiat 124 Abarth Spider                                               |                       |
| Fiat           | Fiat 124 Abarth Spider                                               | Alcide Paganelli      |
| Fiat           | Fiat 124 Abarth Spider                                               | Verini                |
| Fiat           | Fiat 124 Abarth Spider                                               | Fulvio Bachelli       |
| Fiat           | Fiat 124 Abarth Spider                                               | Raffaele 'Lele' Pinto |
| Fiat           | Fiat 124 Abarth Spider                                               | Markku Alén           |
| Fiat           | Fiat 124 Abarth Spider                                               | Sergio Barbasio       |
| Fiat           | Fiat 124 Abarth Spider                                               | Giulio Bisulli        |
| Lancia         | Lancia Stratos                                                       |                       |
| Lancia         | Lancia Stratos                                                       | Sandro Munari         |
| Lancia         | Lancia Stratos                                                       | Jean-Claude Andruet   |
| Alpine-Renault | Renault 17 Gordini Renault-Alpine A110 1800 Renault-Alpine A310 1800 |                       |
| Alpine-Renault | Renault 17 Gordini Renault-Alpine A110 1800 Renault-Alpine A310 1800 | Jean-Luc Therier      |
| Alpine-Renault | Renault 17 Gordini Renault-Alpine A110 1800 Renault-Alpine A310 1800 | Jean-Pierre Nicolas   |
| Alpine-Renault | Renault 17 Gordini Renault-Alpine A110 1800 Renault-Alpine A310 1800 | Jean-Pierre Manzagol  |
| Alpine-Renault | Renault 17 Gordini Renault-Alpine A110 1800 Renault-Alpine A310 1800 | Gerard Larrousse      |
| Alpine-Renault | Renault 17 Gordini Renault-Alpine A110 1800 Renault-Alpine A310 1800 | Jean-Francois Piot    |
| Alpine-Renault | Renault 17 Gordini Renault-Alpine A110 1800 Renault-Alpine A310 1800 | Jean-Marie Soriano    |
| Porsche        | Porsche 911                                                          | Bjorn Waldegard       |
| Ford           | Ford Escort RS1600                                                   | Hannu Mikkola         |
| Ford           | Ford Escort RS1600                                                   | Timo Makinen          |
| Ford           | Ford Escort RS1600                                                   | Roger Clark           |

## Historia
El equipo Fiat se presentó en la temporada de 1974 con un equipo formado por ocho pilotos y cincuenta técnicos, con el propósito de ganar el Campeonato del Mundo, el Campeonato de Italia, de Europa e incluso la Mitropa Cup, un evento menor que incluía varias pruebas del europeo. El vehículo que presentó fue el Fiat 124 Spider.
- En el Rally de Portugal, Fiat se hizo con un triplete, al hacerse con las tres plazas del podio.[1]
- En Safari, prueba muy dura con mucha lluvia que formó enormes barrizales, los equipos oficiales rompieron uno tras otro, que finalmente vencería el piloto Joginder Singh con un Mitsubishi Colt Lancer.[1]
- En Finlandia ganaría Mikkola, seguido de Timo Makinen, que perdió la primera plaza al ser penalizado tras una sanción de la policía, que lo cazó con el radar sobrepasándose el límite de velocidad en un enlace, tan solo 3 km/h.[1]
- A San Remo, Fiat llegó líder y a un paso de hacerse con el título, por lo que alineó siete 124 Abarth y tan solo un Stratos a Sandro Munari (Fiat y Lancia pertenecían a la misma casa comercial). La mala suerte acompañó a Fiat que vio como todos sus pilotos fueron abandonando por accidente o avería y finalmente solo Giulio Bisulli pudo quedar segundo a mucha distancia del Stratos de Munari.[1]
- Tras la victoria en San Remo, Lancia decide viajar a América en contra de lo previsto. En Canadá, Munari volvió a ganar pero en el Rally Press-on-Regardless, el italiano vive una desagradable situación. En un enlace un severo sheriff lo pilla excediendo el límite de velocidad por lo que decide perseguirlo y termina accidentándose, con lo que Sandro termina durmiendo en comisaría y perdiendo el rally.[1]
- En el RAC el Ford de Makinen se impuso, seguido de Blomqvist con un Saab y de Munari con el Stratos.[1]
- En la última prueba, Córcega, él volvió a ganar el Lancia Stratos esta vez de la mano de Jean-Claude Andruet, seguido de los Alpine que ya no estaban a la altura, después de haber ganado el título el año anterior, con lo que cedió el mundial al Stratos, que repetiría título en 1975 y 1976.[1]

La victoria de Lancia provocó una pequeña guerra en el Grupo Fiat con los enfrentamientos entre Lancia y Abarth. En 1969 Fiat había comprado Lancia, que se encontraba en quiebra. Con el apoyo de Fiat, Cesare Fiorio jefe del departamento deportivo de Lancia pudo desarrollar el Stratos campeón del mundo en tres ocasiones. En 1975 los dos equipos volverían a enfrentarse hasta que en el 77 se unirían para formar un equipo que cosecharía una larga lista de títulos mundiales.

## Puntuación
| Posición | 1º | 2º | 3º | 4º | 5º | 6º | 7º | 8º | 9º | 10º |
| -------- | -- | -- | -- | -- | -- | -- | -- | -- | -- | --- |
| Puntos   | 20 | 15 | 12 | 10 | 8  | 6  | 4  | 3  | 2  | 1   |

## Resultados

### Campeonato de Constructores
| N.º | Constructor    | Rally | Rally | Rally | Rally | Rally | Rally | Rally | Rally | Puntos |
| N.º | Constructor    | POR   | KEN   | FIN   | ITA   | CAN   | USA   | GBR   | FRA   | Puntos |
| --- | -------------- | ----- | ----- | ----- | ----- | ----- | ----- | ----- | ----- | ------ |
| 1   | Lancia         |       | 12    |       | 20    | 20    | 10    | 12    | 20    | 94     |
| 2   | Fiat           | 20    | 1     | 12    | 15    |       | 15    |       | 6     | 69     |
| 3   | Ford           | 2     | 2     | 20    |       | 10    |       | 20    |       | 54     |
| 4   | Toyota         | 10    |       |       |       | 12    |       | 10    |       | 32     |
| 5   | Alpine-Renault | 6     |       |       |       |       | 8     |       | 15    | 29     |
| 6   | Datsun         | 8     | 10    |       |       | 8     |       | 2     |       | 28     |
| 7   | Porsche        |       | 15    |       | 8     |       | 4     |       |       | 27     |
| 8   | Opel           |       |       | 3     | 12    |       |       | 8     | 4     | 27     |
| 9   | Saab           |       |       | 10    |       |       |       | 15    |       | 25     |
| 10  | Renault        |       |       |       |       |       | 20    |       | 3     | 23     |
| 11  | Mitsubishi     |       | 20    |       |       |       |       |       |       | 20     |
| 12  | Volvo          |       |       |       |       |       | 1     | 6     |       | 7      |
| 13  | BMW            | 4     |       |       |       |       |       |       |       | 4      |
| 13  | Peugeot        |       | 4     |       |       |       |       |       |       | 4      |
| 15  | Citroën        | 3     |       |       |       |       |       |       |       | 3      |
| 16  | Alfa Romeo     |       |       |       |       |       |       |       | 1     | 1      |

### Vencedores de las pruebas
| Ronda       | Rally                     | Piloto              |
| ----------- | ------------------------- | ------------------- |
| 1           | Rally de Portugal         | Raffaele Pinto      |
| 2           | Rally Safari              | Joginder Singh      |
| 3           | Rally de Finlandia        | Hannu Mikkola       |
| 4           | Rally de San Remo         | Sandro Munari       |
| 5           | Rally de Rideau Lakes     | Sandro Munari       |
| 6           | Rally Press-on-Regardless | Jean-Luc Therier    |
| 7           | Rally de Gran Bretaña     | Timo Makinen        |
| 8           | Rally de Córcega          | Jean-Claude Andruet |
| Referencias |                           |                     |